# Cristina Aranda
Cristina Aranda Gutiérrez (Madrid, 1976) es doctora en Lingüística Teórica y Aplicada por la Universidad Autónoma de Madrid (UAM) y el Instituto Universitario de Investigación Ortega y Gasset, licenciada en Filología Hispánica por la Universidad Autónoma de Madrid (inició sus estudios en la Universidad de Zaragoza), y cuenta con un Máster en Internet Business por el ISDI.

## Trayectoria
Cofundadora y líder de MujeresTech, entidad sin ánimo de lucro que promueve la presencia de mujeres en el ámbito digital. Cristina es cofundadora de Big Onion, un equipo de solucionadores de cada capa de tecnología disruptiva (Data, Inteligencia Artificial o Blockchain, entre otras), innovación y transformación cultural de las empresas de cualquier tipo y cualquier sector. 
Es especialista en soluciones tecnológicas aplicadas de Lingüística,  Procesamiento del Lenguaje Natural (NLP, en inglés), Automatización Inteligente de Procesos (IPA, en inglés) y en marketing aplicado a Chatbots y Machine Learning.
Fue directora de marketing y desarrollo de negocio de 2015 a 2018 de la empresa tecnológica Intelygenz, dedicada al desarrollo software e innovación tecnológica.
Actualmente, lidera el área de Tecnología del Think Tank Covid19 del Gobierno de Aragón y asesora a gobiernos regionales o instituciones sobre tecnología e IA como Turismo de Tenerife. Desde 2017, es miembro del Comité de Expertos de Empresas de Base Tecnológica, Startups y Talento de la Consejería de Economía, Empleo y Hacienda de la Comunidad de Madrid. Es profesora homologada de la EOI en Creatividad e innovación, Nuevas tecnologías e innovación tecnológica y Tecnologías de la información y Coordinadora, desde septiembre de 2019, del área «Datos en la vida real» del Master Data Analytics del ISDI.
Ha desarrollado su experiencia laboral en ámbitos como el marketing, el ecosistema de las startups y la transformación digital. Ha colaborado con compañías como Telefónica, Samsung, BBVA, Santander, Gas Natural, BMW, Mahou y RACE, entre otras.
Aranda es Social Innovation Fellow del Meridian International Center y la Embajada de Estados Unidos en Madrid. Finalista del premio Avanzadoras 2018, organizado por 20m y Oxfam Intermón. Fue miembro de la mesa de género del Ministerio de Economía y Empresa, adscrita a la Secretaría de Estado de Avance Digital, en el primer Gobierno de Pedro Sánchez (junio de 2018 hasta enero de 2020).  